# Незрівнянна палата
Незрівнянна палата (фр. Chambre introuvable) — палата депутатів французького парламенту (нижня палата) під час Другої реставрації Бурбонів. Була обрана 14 серпня 1815 року. Оскільки більшість у палаті складали ультрароялісти, за виразом короля Людовика XVIII палата була «незрівнянна», неймовірно вигідна для уряду.

## Історія створення
Вибори до парламенту 14 серпня 1815 року проходили під час Білого терору — репресивних акцій прихильників аристократії та короля. У результаті виборів із 402 членів палати депутатів 350 належали до ультралоялістів, які намагалися законодавчо скасувати досягнення Французької революції і повернути абсолютну монархію в країні.
У ході роботи парламенту ультрароялістська більшість запровадила низку заходів, які мали укріпити владу короля, а також підтримати законодавчо Білий терор проти противників режиму та колишніх революціонерів. Зокрема, були запроваджені військово-польові суди, вдосконалені закони щодо громадської безпеки тощо. За постановою палати революціонери, які брали участь чи голосовали за страту Людовика XVI, оголошувалися царевбивцями і підлягали вигнанню із Франції.
Хвиля невдоволення населення кампанією терору ультралоялістів змусила Людовика XVIII розпустити Незрівнянну палату 5 вересня 1816 року. Наступний склад палати депутатів був поміркованіший, однак у 1823 році ультрароялісти знову здобули більшість і назвали новий склад палати по відношенню до колишньої Незрівнянної — Відновлена палата (фр. Chambre retrouvée).